# Сергійчук Костянтин Якович
Костянтин Якович Сергійчук (5 лютого 1906, місто Київ — 22 березня 1971, місто Москва, Російська Федерація) — радянський діяч, народний комісар (міністр) зв'язку СРСР. Кандидат технічних наук (1953). Депутат Верховної Ради СРСР 2-го скликання.

## Життєпис
Народився в селянській родині. У 1921 році закінчив залізничне училище, в 1926 році — електротехнічне відділення Київського залізничного електротехнікуму.
У 1925—1928 роках — електромеханік 4-ї ділянки зв'язку та електротехніки Південних залізниць у Сімферополі Кримської АРСР.
У 1930 році закінчив Київський енергетичний інститут (факультет слабких струмів).
У 1930—1934 роках — інженер, заступник начальника відділу зв'язку, начальник групи зв'язку 5-го експлуатаційного району, заступник начальника 12-ї дистанції сигналізації та зв'язку Південно-Західної залізниці в Одесі.
У 1934—1938 роках — начальник 1-ї дистанції сигналізації та зв'язку Південно-Західної залізниці в Києві.
З вересня 1938 року — аспірант Ленінградського інституту зв'язку. У 1938—1939 роках — асистент Ленінградського інституту зв'язку.
Член ВКП(б) з 1939 року.
З червня до серпня 1939 року — начальник Головної інспекції Народного комісаріату зв'язку СРСР.
У серпні 1939 — липні 1944 року — 1-й заступник народного комісара зв'язку СРСР.
20 липня 1944 — 30 березня 1948 року — народний комісар (з березня 1946 року — міністр) зв'язку СРСР.
У 1948—1953 роках — директор Науково-дослідного інституту кабельної промисловості Міністерства електропромисловості СРСР.
У 1953—1970 роках — 1-й заступник міністра зв'язку СРСР.
З грудня 1970 року — персональний пенсіонер союзного значення в Москві.
Помер 22 березня 1971 року в Москві, похований на Новодівочому цвинтарі.

## Нагороди
- орден Леніна
- орден Вітчизняної війни І ст. (24.02.1945)
- орден Вітчизняної війни ІІ ст.
- два ордени Трудового Червоного Прапора (10.02.1956,)
- орден «Знак Пошани»
- орден Національного визволення (Югославія) (30.08.1945)
- медалі